# Ita Rina

Ita Rina um 1928 auf einer Fotografie von Alexander Binder

Ita Rina (* 7. Juli 1907 in Divača; † 10. Mai 1979 in Budva; gebürtig Italina Kravanja oder Ida Kravanja) war eine jugoslawische Schauspielerin.

## Leben
Sie wuchs in Laibach auf und wurde im Herbst 1926 bei einem Schönheitswettbewerb zur Miss Slowenien gewählt. Zur ersten Wahl der Miss Jugoslawien am Ende des Jahres in Zagreb kam sie zu spät, als bereits die Siegerin gekürt wurde: Štefica Vidačić.
Jedoch entdeckte sie dort der deutsche Produzent Peter Ostermayr für den Film, zunächst noch unter dem Namen Italina Kravanja. Bekannt wurde Ita Rina 1929 durch das Melodram Erotik (Erotikon) des tschechischen Regisseurs Gustav Machatý mit zu dieser Zeit ungewohnt intensiven Liebesszenen.
Nach weiteren Rollen beim deutschen und internationalen Film heiratete sie 1932 einen jugoslawischen Ingenieur. Dabei konvertierte sie vom römisch-katholischen zum serbisch-orthodoxen Glauben und änderte ihren Namen in Tamara Đjorđević. Sie wirkte noch in einigen Filmen mit und spielte nach dem Zweiten Weltkrieg an jugoslawischen Bühnen. Sie ist auf dem Friedhof Novo Groblje in Belgrad bestattet.

## Filmografie
- 1927: Was die Kinder ihren Eltern verschweigen
- 1927: Wochenendzauber
- 1927: Zwei unterm Himmelszelt
- 1928: Der Tanzstudent
- 1928: Das letzte Souper
- 1929: Wilde Ehen
- 1929: Erotik (Erotikon)
- 1929: Frühlings Erwachen
- 1929: Die Schande (Hanba)
- 1930: Erlebnis einer Nacht (Tonka Sibenice)
- 1930: Der Walzerkönig
- 1930: Kurs auf die Ehe (Kire lained)
- 1933: Das Lied der Schwarzen Berge
- 1933: Zivot tece dalje
- 1935: Und das Leben geht weiter (A zivot jde dál)
- 1937: Die Korallenprinzessin
- 1939: Zentrale Rio
- 1960: Krieg (Rat)